# Arturo Conesa Gómez
Arturo Conesa Gómez (El Pilar de la Foradada, 7 d'abril de 1915 - Barcelona, 25 de desembre de 1996) fou un futbolista alacantí de la dècada de 1940.

## Trajectòria
Nascut a Alacant, de jove traslladà la seva residència a Barcelona on començà a practicar el futbol. La seva posició al camp era la de mig centre. Començà la seva carrera al FC Barcelona Aficionats, d'on passà al Gràcia SC. L'any 1936 fitxà per la UE Sant Andreu, club on romangué durant sis temporades, entre elles les de la Guerra Civil, en les quals el club fou anomenat Avenç (1937-1939).
Passà pel Racing de Ferrol i la temporada 1942-43 signà pel RCD Espanyol, club amb el qual debutà a primera divisió, però no gaudí de gaire minuts, amb només dos partits de lliga disputats, i a començaments del 1943 fitxà pel Reus Deportiu, on acabà la temporada. La següent temporada ingressà al Gimnàstic de Tarragona, club on visqué els seus millors anys, i retornà a Primera la temporada 1947-48, jugant 12 partits i marcant un gol. Finalitzà la seva carrera al FC Martinenc.